# Asinus
Il sottogenere Asinus comprende tre specie e alcune sottospecie di equidi caratterizzate da lunghe orecchie, da un dorso rettilineo e sottile e da una coda piuttosto rada, ritenuti animali resistenti e infaticabili.
Il comune somaro o "asino" è, tra i cavalli, il rappresentante meglio conosciuto di questo sottogenere, sia con le sue varietà domestiche che con quelle inselvatichite, variando in dimensioni dal piccolo burro al "Mammoth Jack" e alle altre razze dalle dimensioni di un cavallo. Non c'è una differenza vera e propria tra i termini "somaro" e "asino", sebbene gli animali più piccoli vengano chiamati solitamente somari e quelli più grandi asini. Entrambi vengono usati per dare vita al mulo, un animale ibrido prodotto dall'incrocio tra un asino e una cavalla.
Gli asini selvatici comprendono un certo numero di specie di animali completamente selvatici, e non sottospecie domestiche inselvatichite di Equus asinus, che vivono in Africa ed Asia. Il parente più stretto dell'Equus africanus è la zebra di Grevy. Quest'ultima mostra un certo numero di somiglianze con i suddetti asini, tra cui orecchie più lunghe delle altre zebre, un cranio molto più simile a quello di un asino ed una tendenza a formare solamente piccoli branchi.

## Tassonomia
- Genere: Equus
  - Sottogenere Asinus
    - Asino selvatico africano, Equus africanus
      - Asino selvatico nubiano, Equus africanus africanus
      - Asino domestico, Equus africanus asinus
      - Asino selvatico somalo, Equus africanus somalicus

    - Asino europeo, Equus hydruntinus (estinto)
    - Onagro o asino asiatico, Equus hemionus, Equus hemionus onager
      - Asino selvatico mongolo, Equus hemionus hemionus
      - Asino selvatico siriano, Equus hemionus hemippus (estinto)
      - Kulan del Gobi o dziggetai, Equus hemionus luteus
      - Kulan turkmeno, Equus hemionus kulan
      - Asino selvatico indiano o khur, Equus hemionus khur

    - Kiang, Equus kiang
      - Kiang occidentale, Equus kiang kiang
      - Kiang orientale, Equus kiang holdereri
      - Kiang meridionale, Equus kiang polyodon
      - Kiang settentrionale, Equus kiang chu